# أمهروق الجبل (أكلمام أزكزا)
أمهروق الجبل هي إحدى مشيخات المملكة المغربية، تتبع جغرافيا لإقليم خنيفرة وإداريًا لأكلمام أزكزا. يقدر عدد سكانها بـ 888 نسمة حسب الإحصاء الرسمي للسكان والسكنى لسنة 2004.